# Anna Weidel
Pour les articles homonymes, voir Weidel.
Anna Weidel est une biathlète allemande, née le 25 mai 1996 à Kufstein, en Autriche.

## Biographie
Membre du club WSV Kiefersfelden, Weidel est sélectionnée pour la première fois en équipe nationale allemande pour les Championnats du monde jeunesse 2014, où elle remporte deux médailles d'argent sur le sprint et la poursuite. Aux Championnats du monde junior, elle totalise trois podiums, dont deux en relais (bronze en 2015 et argent en 2017) et un à l'individuel (bronze en 2017). En 2017, elle gagne son premier titre international sur l'individuel des Championnats d'Europe junior à Nove Mesto, mais également son premier succès en sénior lors de l'étape d'IBU Cup de Kontiolahti.
En décembre 2018, elle est appelée pour la Coupe du monde à Pokljuka, où elle marque ses premiers points en terminant dixième du sprint et onzième de la poursuite. Lors de la saison suivante, 2020-2021, elle ne parvient pas entrer dans les points en Coupe du monde mais signe par ailleurs quelques podiums en IBU Cup, dont une victoire sur une poursuite à Osrblie.
En novembre 2021, elle obtient son deuxième top 10 en Coupe du monde sur le sprint à Östersund où elle se classe 9e.

## Palmarès

### Coupe du monde
- Meilleur classement général : 29e en 2023.
- Meilleur résultat individuel : 5e[1].
- 2 podiums en relais : 2 deuxièmes places.

 Dernière mise à jour en mars 2023 

#### Classements en Coupe du monde
| Saison    | Individuel | Individuel | Sprint | Sprint   | Poursuite | Poursuite | Mass start | Mass start | Général | Général  |
| Saison    | Points     | Position   | Points | Position | Points    | Position  | Points     | Position   | Points  | Position |
| --------- | ---------- | ---------- | ------ | -------- | --------- | --------- | ---------- | ---------- | ------- | -------- |
| 2018-2019 | -          | nc         | 31     | 60e      | 38        | 49e       |            |            | 69      | 63e      |
| 2019-2020 | -          | nc         | -      | nc       | -         | nc        |            |            | -       | nc       |
| 2020-2021 | -          | nc         | 10     | 78e      | 25        | 55e       |            |            | 35      | 70e      |
| 2021-2022 | 47         | 10e        | 25     | 61e      | -         | nc        |            |            | 72      | 52e      |
| 2022-2023 | 19         | 46e        | 92     | 26e      | 66        | 29e       | 47         | 28e        | 224     | 29e      |
| 2023-2024 |            |            | -      | nc       | -         | nc        |            |            | -       | nc       |
| 2024-2025 |            |            | -      | nc       | 38        | 42e       |            |            | 38      | 69e      |

### Championnats du monde junior
- Médaille de bronze du relais en 2015 à Minsk.
- Médaille d'argent du relais

en 2017 à Osrblie
- Médaille de bronze de l'individuel en 2017.

### Championnats du monde jeunesse
- Médaille d'argent du sprint en 2014 à Presque Isle.
- Médaille d'argent de la poursuite en 2014.

### Championnats d'Europe junior
- Médaille d'or de l'individuel en 2017.

### IBU Cup
- 10 podiums individuels, dont 3 victoires, trois secondes places et quatre troisièmes places.

Palmarès à l'issue de la saison 2024-2025